# Somalische holenduif
De Somalische holenduif (Columba oliviae) is een vogel uit de familie van duiven (Columbidae).

## Verspreiding en leefgebied
Deze soort is endemisch in Somalië.